# Дубчес
Дубче́с (Большой Дубчес, кет. Югуньсесь) — река в Красноярском крае России, левый приток Енисея.
Длина реки — 433 км, площадь водосборного бассейна — 15 300 км². Берёт начало и течёт среди болот восточной окраины Западно-Сибирской равнины. Питание — смешанное с преобладанием снегового.
На реке находится посёлок Сандакчес. В долине реки расположено несколько староверческих скитов.

## Притоки
(км от устья)
- 13 км: река Хойба
- 28 км: река Песчанка
- 31 км: река Точес (Мокрый Точес)
- 49 км: река Барачная
- 86 км: река Никитина
- 121 км: река Мал. Натруска
- 131 км: река Бол. Натруска
- 134 км: река Сред. Домота
- 141 км: река Бол. Домота
- 150 км: река без названия
- 150 км: река Сандакчес (Чандашине)
- 166 км: река Сакананда (Холемчес)
- 178 км: река Каменный Дубчес (Теульчес)
- 201 км: река Бол. Тогульчес
- 246 км: река без названия
- 254 км: река Мал. Тогульчес
- 277 км: река без названия
- 278 км: река Горная
- 305 км: река Дунчес
- 322 км: река Озерная
- 338 км: река Заозерная
- 350 км: река Каменистая
- 354 км: река Промысловая
- 376 км: река Короткая
- 381 км: река Старая
- 397 км: река без названия
- 409 км: река без названия